# Lina Ben Mhenni
Lina Ben Mhenni (arabe : لينا بن مهني), née le 22 mai 1983 à Tunis et morte dans la même ville le 27 janvier 2020, est une cyberdissidente, blogueuse et journaliste tunisienne. Elle a par ailleurs été assistante d'anglais à l'université de Tunis.

## Biographie
Lina Ben Mhenni est issue d'une famille tunisienne de la classe moyenne : son père, Sadok Ben Mhenni, travaille au ministère du Transport et sa mère est enseignante d'arabe dans l'enseignement secondaire. Son père est membre du mouvement Perspectives tunisiennes et figure parmi les fondateurs de la section tunisienne d'Amnesty International. Entre 1974 et 1980, il est emprisonné, en tant que militant de gauche opposé à la politique du président Habib Bourguiba, et torturé.
Durant son enfance, Lina Ben Mhenni contracte un lupus, maladie auto-immune qui fragilise durablement sa santé.
Elle étudie aux États-Unis en 2008-2009 dans le cadre du programme Fulbright et enseigne l'arabe à l'université Tufts près de Boston. Elle étudie notamment la littérature anglaise.
À la suite de sa greffe de rein (donné par sa mère) en 2007, elle prend part la même année ainsi qu'en 2009 aux Jeux mondiaux des transplantés, respectivement en Thaïlande et en Australie ; elle y remporte une médaille d'argent en marche athlétique.

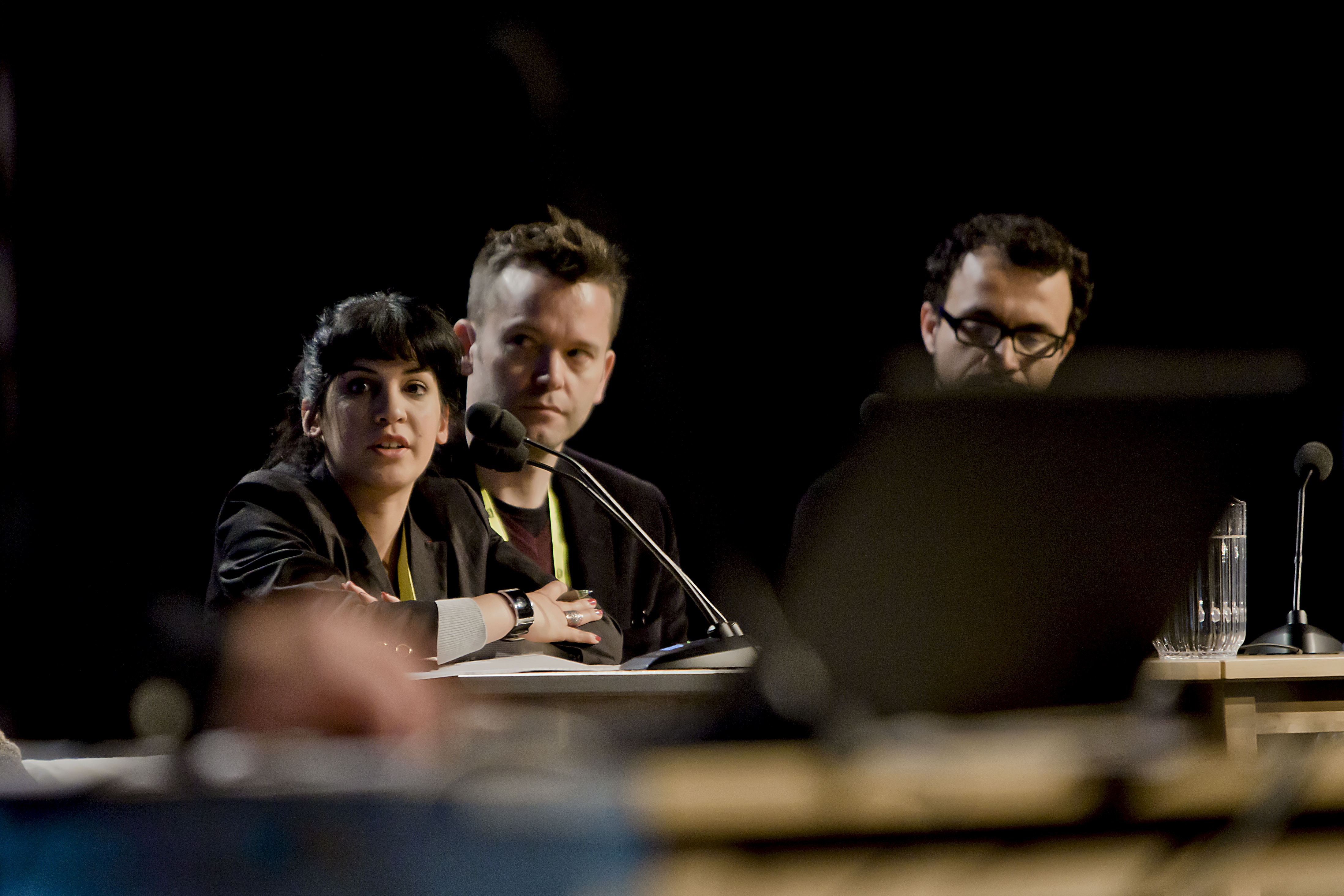
Présence à la conférence Nordiske Mediedager en 2012.

Alors que son blog atteint une renommée mondiale pendant la révolution tunisienne de 2011, elle est souvent vue comme « la voix de la révolte tunisienne » bien qu'elle indique parler uniquement en son nom. En mai 2011, elle est appelée à rejoindre les participants du Oslo Freedom Forum (en). Elle annonce également participer à l'Instance nationale indépendante pour la réforme de l'information et de la communication mais y renonce, déçue par le manque de volonté de changement. En septembre, elle participe à un symposium de l'Ars Electronica sur le rôle sociétal des réseaux sociaux.
Lina Ben Mhenni est investie dans Be Tounsi, un collectif dont la mission est la promotion de l'artisanat tunisien. Elle est également impliquée dans les campagnes Manich Msamah et Hasebhom.
En 2017, elle participe à la troisième édition des Mediterranean Dialogues (MED).

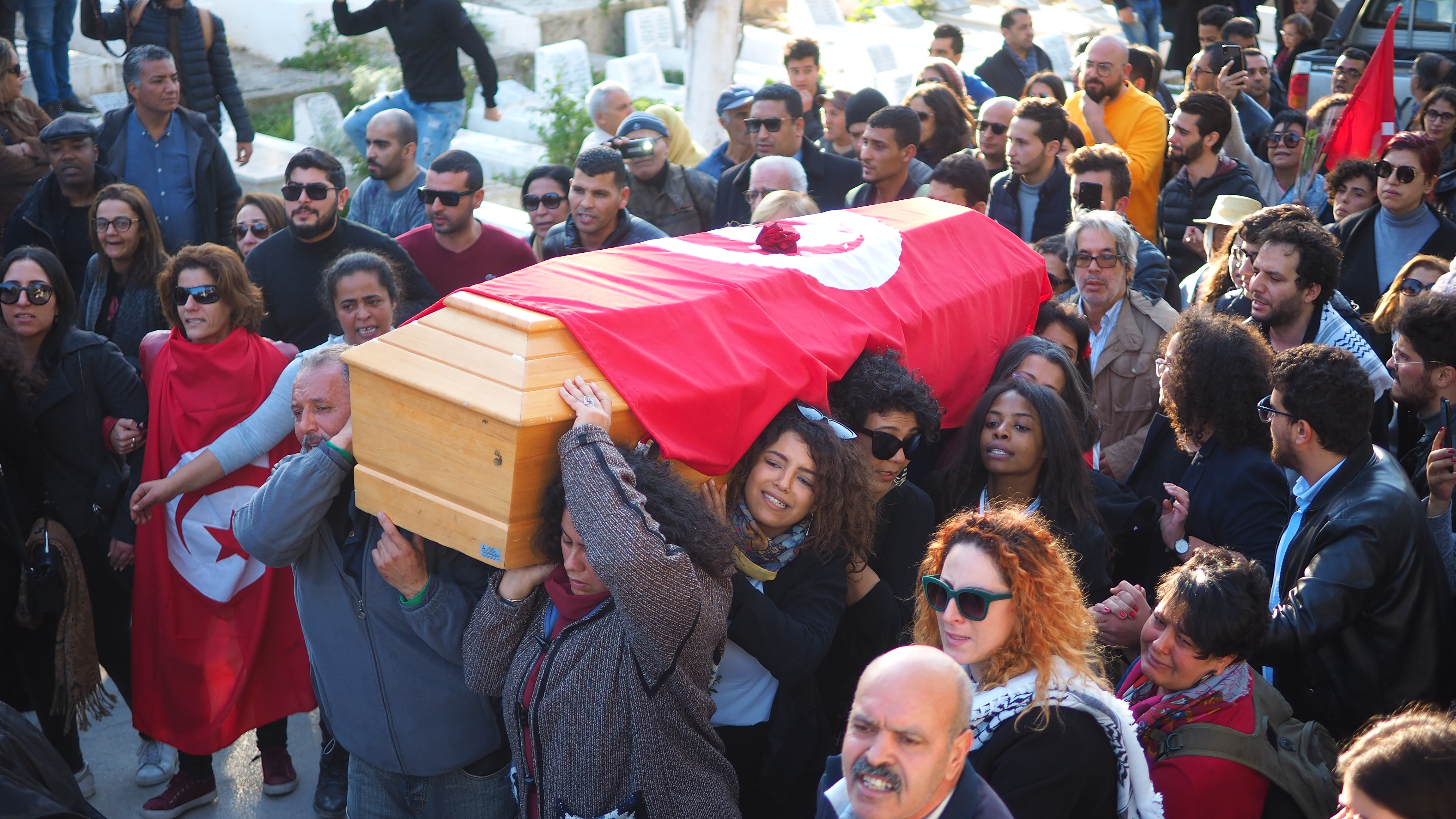
Cercueil de Lina porté par des femmes au cimetière du Djellaz.

En 2018, après un changement de traitement, son rein transplanté cesse de fonctionner et sa santé se dégrade. Elle meurt le 27 janvier 2020 à l'hôpital Charles-Nicolle de Tunis,, à l'âge de 36 ans, des suites d'une maladie chronique,,,. Elle est enterrée le lendemain au cimetière du Djellaz après avoir été accompagnée depuis Ezzahra par des centaines de personnes.

## Blog
Lina Ben Mhenni qui possède déjà un ordinateur durant son adolescence, commence l'écriture d'un blog en 2007, sous le pseudo de Nightclubbeuse. Dans un premier temps, elle aborde des questions privées puis, influencée par ses expériences durant ses études aux États-Unis, rejoint d'autres blogueurs tunisiens qui combattent pour la liberté d'expression et les droits de l'homme dans leur pays,. Son blog, A Tunisian Girl, est par la suite interdit et censuré par le régime de Zine el-Abidine Ben Ali.
Pendant la révolution tunisienne, en décembre 2010 et janvier 2011, elle se rend à Sidi Bouzid, le site de l'auto-immolation de Mohamed Bouazizi, puis à Kasserine et figure parmi les premiers à rapporter les événements qui se déroulent sur place. Elle diffuse photos et vidéos des opérations de police, des blessés et des morts, les listes des victimes, visite des hôpitaux et interroge des familles qui ont perdu l'un des leurs en raison de la répression policière. Elle maintient également des contacts avec des journalistes étrangers. A Tunisian Girl devient alors un point central pour l'opposition,,. Dans le cadre de ses activités journalistiques, elle subit aussi la répression : son ordinateur et ses caméras sont volés durant un cambriolage en 2010 — interrompant ainsi son travail de doctorat en linguistique — et son partenaire est arrêté avant d'être libéré après une campagne de solidarité organisée sur Internet. Même après la fuite de Ben Ali, elle reçoit des menaces de mort. Une année après le début de la révolution, elle exprime sa déception au vu des résultats et de la victoire électorale du parti islamiste Ennahdha ; la situation économique ne s'est pas améliorée et la révolution est encore inachevée. Ben Mhenni met aussi en garde contre une dérive de l'État vers l'intégrisme,. Sur son blog, elle écrit : « Je n'ai jamais pensé que nous nous sommes placés dans une pluie de balles afin de réintroduire la polygamie ».
Lina Ben Mhenni caractérise Internet comme un outil précieux pour la révolution tunisienne mais ne désigne pas celle-ci comme une révolution de Facebook ou d'Internet, bien que les réseaux sociaux, la couverture d'Al Jazeera et les attaques d'Anonymous y ont joué un rôle important. Pour elle, la révolution a été menée par le peuple et a débuté dans la rue. Elle refuse par ailleurs le terme de « révolution de jasmin » qu'elle juge inappropriée au regard du bilan en termes de vies humaines,.

## Publication
En 2011, Lina Ben Mhenni publie chez Indigène éditions un livre, Tunisian Girl : blogueuse pour un printemps arabe, où elle décrit son rôle de blogueuse indépendante et de manifestante, avant et pendant la révolution. Une traduction allemande, Vernetzt Euch!, paraît la même année chez Ullstein Verlag.
Elle y appelle les utilisateurs d'Internet et des réseaux sociaux comme Facebook, dont l'audience s'est accrue en Tunisie, à les utiliser comme un moyen de mobilisation en faveur d'une « démocratie directe et populaire » et contre des formes répressives de gouvernement. L'ouvrage est inspiré par l'essai Indignez-vous ! de Stéphane Hessel.

## Distinctions
Son blog A Tunisian Girl reçoit le prix du meilleur blog 2011 dans le cadre du concours international The BOBs organisé par la Deutsche Welle.

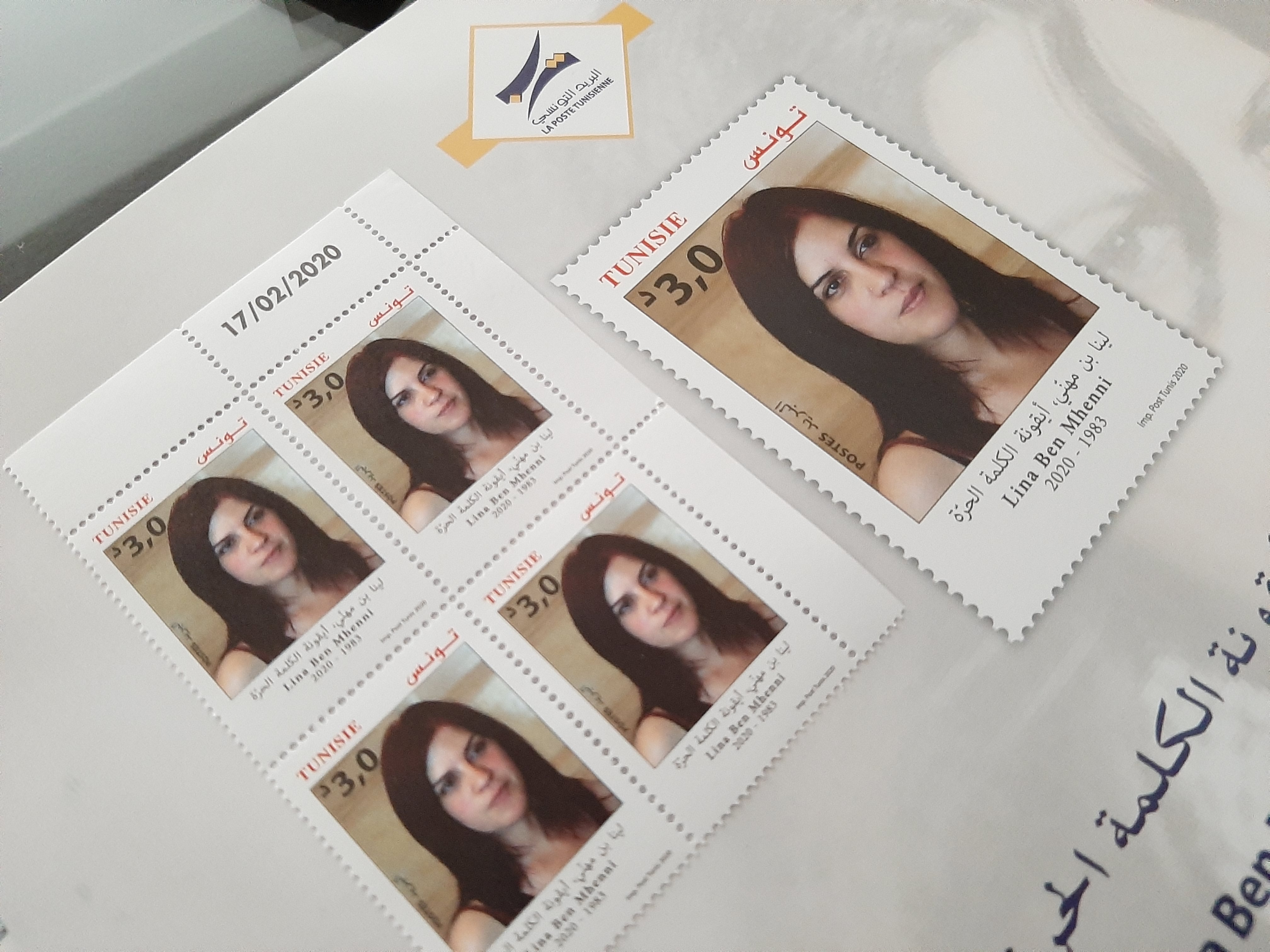
Timbres en hommage à Lina Ben Mhenni.

Kristian Berg Harpviken (en), directeur de l'Institut de recherche sur la paix d'Oslo, indique avant l'attribution du prix Nobel de la paix 2011 que Lina Ben Mhenni, en tant que représentante du printemps arabe, pouvait figurer parmi les lauréats,, sur une liste aux côtés des Égyptiens Wael Ghonim et Israa Abdel Fattah. La distinction est finalement décernée le 7 octobre à Ellen Johnson Sirleaf, Leymah Gbowee et Tawakkol Karman. L'annonce de cette possible distinction lui vaut de nombreuses attaques, remettant notamment en cause la légitimité de ses luttes.

## Hommage
Le 3 mars 2020, la Poste tunisienne édite un timbre à l'effigie de Ben Mhenni. Selon la Poste, cette édition rend hommage, comme d'autres émissions, « à ceux qui ont milité pour la liberté d'expression, pour la liberté d'accès à l'Internet et pour la défense des droits de l'homme ». L'image utilisée est une photo d'elle disponible sur Wikimedia Commons.
En mai 2020, la délégation de l'Union européenne en Tunisie lance le Prix Lina Ben Mhenni pour la liberté d'expression pour récompenser « les meilleurs articles défendant les principes et valeurs de la démocratie, des libertés et des droits partagés entre la Tunisie et l'UE ». 
Marie Nimier, dans son livre Confidences tunisiennes, lui consacre un chapitre en donnant la parole à une amie de la militante. 